# Jesus, jag mitt kors har tagit
Jesus, jag mitt kors har tagit är en sång vars sex verser är författade 1824 av Henry Francis Lyte och kören författad 1882 av Jas L. Elginbury. Sången sjungs till en melodi av Jean-François Lesueur. Erik Nyström gjorde en översättning med inledningen Jesus, jag mitt kors vill bära 1893 för Svenska Missionsförbundet.

## Publicerad i
- Musik till Frälsningsarméns sångbok 1907 som nr 133.
- Frälsningsarméns sångbok 1929 som nr 201 under rubriken "Helgelse - Överlåtelse och invigning".
- Frälsningsarméns sångbok 1968 som nr 182 under rubriken "Helgelse".
- Frälsningsarméns sångbok 1990 som nr 424 under rubriken "Helgelse".